# Újnémet
Újnémet falu Romániában, Szatmár megyében.

## Fekvése
Szatmár megyében, Ákostól délnyugatra, Érszakácsi és Krasznamihályfalva között fekvő település.

## Nevének eredete
Nevét német ajkú lakosairól kapta.

## Története
Újnémet nevét az oklevelek 1460-ban említették először Ujnemethi néven.
1462-ben Wynemeth, 1475-ben Wynemethy, 1559-ben Új nemethy, 1716-ban Ujj németh néven írták nevét.
1460-ban neve egy perrel kapcsolatban került említésre, amikor birtokosa az Újnémethy család volt. 1462-ben Ramocsa Albert is részbirtokot szerzett itt.
1545-ben a birtokrészen Bőnyei Gergely Köbölkúti Annától, Köbölkúti János leányától való gyermekei osztozkodtak.
1590-ben Ladmóczi Horváth Jánost is beiktatták egy itteni birtokrészbe, majd 1613-ban Lugasi János kap királyi adományt egy újnémeti részbirtokba.
1638-ban Felsőnémeti Némethy Kristóf újnémeti részeit Ibrányi Mihály váradi kapitánynak szerette volna elzálogosítani, de ez ellen Gencsi Anna örökösei tiltakoztak.
1641-ben az Új Németi birtokon egyenlően osztozott meg néhai Érszentkirályi István felesége: Dobai Judit 3 gyermeke.
1699-ben özv. Medgyesi Sámuelné Kovács Katalin újnémeti részbirtokát zálogba adta Szécsi Guthi asszonynak és gyermekeinek, Pap Zsigmondnak és nejének Tyukodi Nagy Zsófia asszonynak és Pap Lászlónak.
1717-ben Pap Sándor és Szomoldi István itteni részeiket elzálogosították Nagy Andrásnak.
1778-ban Bölöni Sándorné Török Krisztina gyermekei osztozkodtak az itteni birtokon.
1779-ben Tasnád mezőváros tartozéka, melyet 6 évre bérbevettek Vajai Lászlótól Reviczki József, Szotyori Kerekes József és neje,
Az 1797-es összeíráskor kisebb birtokosai többek között: gróf Kemény Farkas, gróf Andrássy Károly, báró Wesselényi Farkas.
1847-ben 924 lakosából 2 római katolikus, 913 görögkatolikus, 9 izraelita.
1900-ban 930 lakosából 26 magyar, 58 németh, 841 oláh, 5 egyéb nyelvű volt, ebből 2 római katolikus, 847 görögkatolikus, 21 református, 60 izraelita. A házak száma ekkor 175 volt.
A trianoni békeszerződésig Szilágy vármegye Tasnádi járásához tartozott.

## Nevezetességek
- Görögkatolikus kőtemploma 1779-ben épült.